# 瀬戸口俊介
瀬戸口 俊介（せとぐち しゅんすけ、1985年2月14日 - ）は、日本の俳優、司会者、元お笑い芸人。宮崎県都城市出身。

## 略歴
2003年、お笑いコンビを結成。2008年11月コンビ解散後は、元あんぺあの青木たつやとイベント企画ユニットであるセミキノコとして各種イベントを開催する他、アイドルグループTEAM SHACHIの大黒柚姫と配信しているYouTube番組「柚姫の部屋」のMCや、個人としても各種イベントの司会を務めるなど文化人としてマルチに活躍中。

## 人物
好物はもつ鍋、アジフライ、餡子を使った食べ物。愛称はセミさん。
もつ鍋のシメはちゃんぽん麺派。

## 出演

### ラジオ
- interfm 「あみさのおやしゅみらじお」バク(獏)のしゅんしゅん役
- J-WAVE  「GRAND MARQUEE」[6]

### イベント
- 好角家たちの夜
- 初老はゲーム実況がしたいSUPER
- おじ喜利
- Alpen TOKYO限定 MIZUNO サッカーイベント 岡崎慎司トークショー司会
- カレーメシ×アニメロサマーライブ2022 スペシャルコラボ動画 「もしカレーメシくんに相撲を申し込まれたら？」[7]司会
- Dressingライブイベント「ブランクファンタジー〜いつか来た道〜」司会
- HYAKU-DAI[8]
- 宮崎あみさBirthday Event Lv.20 司会
- MIZUNO バレーボールイベント 迫田さおりトークショー司会
- 「ヤングアダルト大喜利」MC
- 初老は朝まで飲むのがしんどい
- 「リアルばってん放送局〜2022大忘年会〜 in横浜」司会
- 「第1回 スタコミュAWARD 〜初の栄冠は誰の手に！？〜」司会
- SAN-DAI
- 柚姫の部屋フェス MC
- Asagaya Story Lab 司会
- せかきゃり！こうして私はキャリアの新天地へ〜今を輝くビジネスマン達の驚きのファーストキャリアが今ここに〜 司会
- あみさのおやしゅみらじお 公開収録！夏休み夜更かしSP！MC
- 「スタプラ研究生のまだまだ７時ッ！」#17／スタプラ研究生大運動会 MC
- 宮崎あみさファンミーティングVol.2 ~クリスマス・イヴ~ MC
- 南九州男児
- 第2回スタコミュAWARD 司会
- 第3回スタコミュAWARD 司会

### ソロイベント
- セミバー
- ごにょ口
- 瀬戸リスト

### 舞台
- 劇団癖者第4回本公演「女子校戦争」
- 劇団癖者第5回本公演「真夜中ガール」[9]
- ろーまの平日「この中に１人、台本を知らない役者がいる vol.3」
- 劇団癖者10周年記念公演「やさしい夜のはなし」[10]
- ろーまの平日「この中に１人、台本を知らない役者がいる vol.6」
- ろーまの平日「この中に１人、台本を知らない役者がいる vol.9」

### YouTube配信番組
- 柚姫の部屋  2019年7月29日～
- 平和島競艇場「こんせいそんのスタジオ生放送!」不定期出演

### その他
- 令和6年 春の火災予防運動 東京消防庁麹町消防署 一日特別救助隊長[11]